# Voigtschule

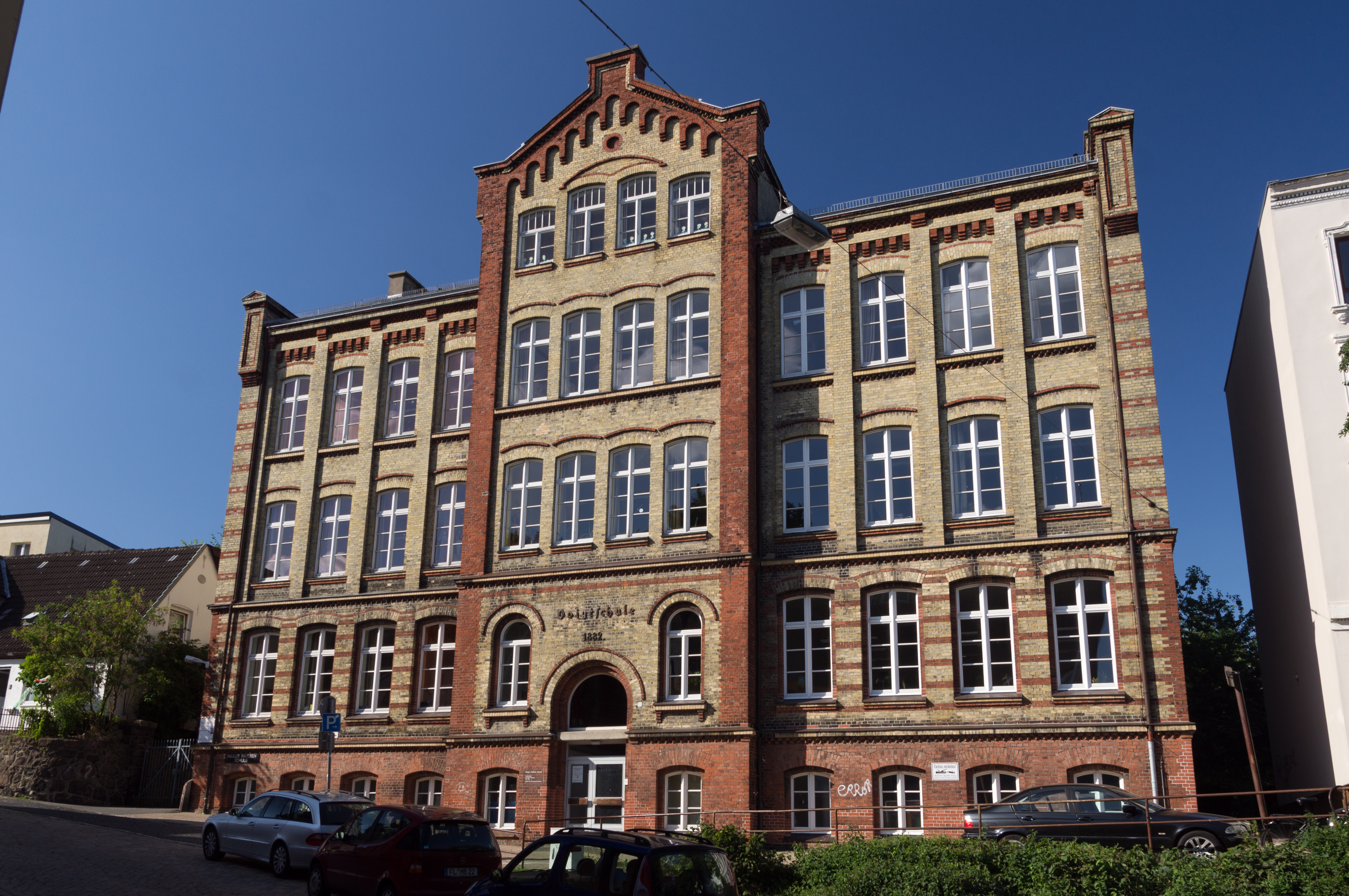
Die Voigtschule mit dem Schriftzug ihres Namens an der Vorderfront (Foto 2013)

Die Voigtschule in Flensburg in der Schloßstraße 28 gehört zu den Kulturdenkmalen der Stadt.

## Hintergrund
Die Schule wurde 1881/82 vermutlich nach Plänen des Stadtbaumeisters Otto Fielitz errichtet. Das Schulgebäude zeigt optische Ähnlichkeiten zu anderen von ihm errichtete Schulgebäuden in der Stadt. Es ist dreigeschossig, besitzt einen hohen Kellergeschosssockel. Hauptsächlich wurde es aus Gelbbacksteinen errichtet. Rotsteine bilden dekorative Rahmen und Verzierungslinen. Neben diesem Hauptgebäude direkt an der Straße gehört auch noch der dahinterliegende Altbaubestand (Lage) mit modernen Anbauten (offenbar eine Sporthalle) sowie der dortige Schulhof zum Schulgelände. Zum Schulgelände gehört jedoch nicht der direkt benachbarte Collundtspark. Im Schulhautpgebäude befanden sich ursprünglich Klassenräume, Fach- und Sonderräume sowie Rektor- und Lehrerzimmer.
Die Schule, welche am Rande des Kirchspiels St. Marien lag, diente zunächst als St. Marien-Knabenschule I. Danach diente sie als „4. Realschule“ der Stadt. In dieser Zeit erhielt die Schule den Namen Voigtschule, nach dem dritten Rektor der Realschule Christian Friedrich Voigt (* 1864; † 1938). Im Jahr seines Todes wurde Voigt, der sich auch als Heimatforscher betätigt hatte, nicht nur durch die Benennung seiner ehemaligen Schule geehrt, sondern darüber hinaus auch noch durch die Benennung des Christian-Friedrich-Voigt-Platzes an der Friesischen Straße. Der mit eisernen Buchstaben an der Vorderfront der Schule verewigte Schulname blieb seit damals erhalten.
Das Gebäude wurde um das Jahr 2000 herum von der Paulus-Paulsen-Schule genutzt. Die besagte Förderschule zog irgendwann danach in die Schulze-Delitzsch-Straße 2 um, wo sie sich heute noch befindet. Gleichzeitig wurde sie auch für Kurse der Flensburger Volkshochschule genutzt. Seit Ende 2015, in der Hochzeit der Flüchtlingskrise wurde das Gebäude als Flüchtlingsunterkunft, mit einer Kapazität von achtzig Plätzen, genutzt. Ende 2016 wurde die Flüchtlingsunterkunft auf Grund rückläufiger Flüchtlingszahlen geschlossen. Das Gebäude ging danach zunächst in den Besitz der Handwerkskammer Flensburg über. Im November 2018 wurde öffentlich, dass Investoren den Umbau der Voigtschule zum Wohnhaus mit 24 kleine Wohnungen planen.